# Кисиль, Анна Трофимовна
Анна Трофимовна Кисиль (1917, Мариупольский уезд, Екатеринославская губерния — неизвестно, Марьинский район, Донецкая область) — звеньевая колхоза имени Петровского Марьинского района Сталинской области, Украинская ССР. Герой Социалистического Труда (1950).

## Биография
Родилась в 1917 году в крестьянской семье в одном из сельских населённых пунктов Мариупольского уезда. С середины 1930-х годов трудилась в полеводческой бригаде колхоза имени Покровского Марьинского района. В конце 1940-х годов назначена звеньевой полеводческого звена в этом же колхозе.
В 1949 году звено под её руководством получило в среднем с каждого гектара по 25,7 центнера подсолнечника на участке площадью 11,2 гектара. Указом Президиума Верховного Совета СССР от 2 июня 1950 года удостоена звания Героя Социалистического Труда за «получение высоких урожаев пшеницы и подсолнечника в 1949 году» с вручением ордена Ленина и золотой медали «Серп и Молот» (№ 5023).
После выхода на пенсию проживала в Марьинском районе. С 1968 года — персональный пенсионер союзного значения. Дата смерти не установлена.